# Софі де Бавр
Софі́ де Бавр (фр. Sophie de Bawr, при народженні Александрина-Софі Гурі де Шангран фр. Alexandrine-Sophie Goury de Champgrand; 8 жовтня 1773, Париж — 31 грудня 1860, там же) — французька письменниця, драматургиня і композиторка, господиня літературного салону.

## Біографія
Народилася 1773 року в Парижі. Її батьками були Шарль-Жан Гурі, маркіз де Шангран, і оперна співачка Мадлен-Віржині Віан. Хрещеною матір'ю стала відома оперна співачка Софі Арну. Коли Софі було два роки, її мама поїхала до Росії. Вихованням дочки займався батько, який подбав про те, щоб вона здобула хорошу музичну освіту. Софі вчилася композиції в Ґретрі, а вокалу в Гари, Ельв'ю та Буальдьє.
У роки Французької революції батько Софі потрапив до в'язниці за звинуваченням у антиреволюційній діяльності. Приблизно в той же час Софі вийшла заміж за Жюля де Рогана, якого також заарештували, а 1794 року стратили. Софі де Шангран, яка зберегла дівоче прізвище, залишилася сама з дитиною, яка, однак, незабаром померла.
7 серпня 1801 року вийшла заміж вдруге. Її чоловіком став відомий філософ і соціолог, граф Анрі де Сен-Сімон. Це був шлюб за домовленістю: Софі, дочка давнього приятеля Сен-Симона, не мала жодних засобів для існування, а Сен-Симону, який хотів організувати власний салон, потрібна була елегантна господиня. Свідками на весіллі з боку Софі були Гретрі та драматург Александр Дюваль. Подружжя оселилося у квартирі Сен-Симона на вулиці Вів'єн і регулярно приймали у себе відомих науковців і митців, причому за залучення останніх була відповідальна Софі. Однак Сен-Симону дуже скоро набридли прийоми, і, за його словами, він вирішив позбутися одночасно і від квартири, і від дружини. Шлюб Софі тривав лише рік, проте вона отримала дозвіл залишити прізвище Сен-Сімон аж до повторного заміжжя.
Після розлучення Софі довелося самостійно заробляти на життя, і вона почала писати «романси», які мали успіх і приносили певний дохід. Однак їй хотілося написати оперу і, не знайшовши лібретиста, вирішила самостійно створити музику і текст. 1802 року написала оперу «Le petit mensonge», яка мала великий успіх. За нею створила багато театральних п'єс, комедій і мелодрам, причому для останніх Софі сама писала музику. Її п'єси були дуже популярні: так, мелодрама «Les chevaliers du lion» витримала 200 постановок.
Літературна кар'єра Софі тимчасово перервалася, коли вийшла заміж втретє: за російського офіцера, барона де Бавра. Однак і цей шлюб виявився недовгим: 1810 року де Бавра на смерть розчавив вантажений камінням віз. Софі успадкувала його борги і, щоб знайти кошти, знову зайнялася творчістю, під ім'ям Софі де Бавр. Не всі її п'єси були однаково вдалі й мали однаковий успіх, проте всі були прийняті до постановки на сценах провідних театрів Парижа. Більшість з них відрізнялися жвавістю, легкістю і дотепністю. Найвідомішим твором де Бавр стала комедія «La Suite d'un bal masqué», що ставилася на сцені 246 разів.
1816 року король Людовік XVIII призначив Софі де Бавр постійну пенсію, що дозволило їй перестати писати для театру і зайнятися іншими жанрами. Вона почала писати історичні романи та книги для дітей, а також твори про музику. Її книга «Soirées des jeunes personnes» (1852) ушанована премією Французької академії. 1853 року вийшла її книга спогадів «Mes Souvenirs».
Померла 1860 року в Парижі.